# Bewerbung
Eine Bewerbung ist ein Angebot eines Arbeitsuchenden an einen Arbeitgeber in der Wirtschaft oder im öffentlichen Dienst zur Begründung eines Arbeits- oder Ausbildungsverhältnisses.

## Allgemeines
Am häufigsten sind Bewerbungen um einen Arbeitsplatz, ein Praktikum und Bewerbungen als Freier Mitarbeiter. Bewerbungen können sich auf konkrete Ausschreibungen beziehen oder als eine so genannte Initiativbewerbung gestaltet sein. Daneben gibt es die Variante der Kurzbewerbung. Das Bewerbungsschreiben soll Lebenslauf, Zeugnisse (Schulzeugnisse und Arbeitszeugnisse) und, soweit möglich, Referenzen enthalten. Speziell in Deutschland gehört auch ein Lichtbild zu einer Bewerbung.
Ein Bewerber will mit seiner Bewerbung den künftigen Arbeitgeber überzeugen, dass er sich für eine bestimmte Arbeitsaufgabe eignet. Die Bewerbung selbst gilt als die erste Arbeitsprobe.
Der Schwerpunkt dieses Artikels bezieht sich auf die Bewerbung als Antwort auf eine Stellenausschreibung oder Stellenanzeige. Form und Inhalt von Bewerbungen unterscheiden sich hierbei nicht nur bei den Branchen, Betriebsgrößen und der Wertigkeit der Stelle, sondern auch nach Ort (Land, See) und Zeit (ständiger Wandel innerhalb der Gesellschaft). Alle Kapitel müssen in diesem Kontext (der ständigen Änderung) betrachtet werden.
Außerdem unterscheiden sich Bewerbungen außerhalb von Deutschland zum Teil sehr stark von hiesigen Gepflogenheiten. Daher konzentriert sich der Artikel auf die deutsche Situation.

## Bewerbungsunterlagen

Mögliche Bestandteile von Bewerbungsunterlagen. Die konkrete Zusammenstellung variiert je nach Art der Arbeitsstelle, der Bewerbungsmethode und des Landes.

Die in der Grafik dargestellten Bestandteile von Bewerbungsunterlagen variieren je nach konkreter Bewerbung. Für eine optimale Zusammenstellung empfiehlt sich immer die Nutzung mehrerer Quellen
- da die offiziellen Dokumentationen von Behörden pauschalisiert sind
- die mündlichen Informationen einer Personalabteilung schwanken können und
- die unübersichtliche Palette an Bewerbungsratgebern viele Falschmeldungen (oft empirisch ungeprüft und einander widersprechende Aussagen) enthalten.

### Anschreiben
Das Anschreiben soll einen ersten Eindruck vom Bewerber vermitteln und beschränkt sich in aller Regel auf den Umfang einer DIN-A4-Seite. Neben formalen Gepflogenheiten enthält es eine Begründung des Berufswunsches oder der Eignung für die Stelle, wobei ein Abgleich zwischen den formulierten Anforderungen der Ausschreibung und dem eigenen Qualifikationsprofil empfohlen wird (Motivation des Bewerbers).
Handelt es sich um eine Kurzbewerbung, wird noch die Qualifikation im Zusammenhang zur beworbenen Stelle erwähnt.
Die meisten Bewerberportale bieten die Möglichkeit, das Anschreiben separat hochzuladen. Es sollte also als separate PDF-Datei abgespeichert werden. Bei E-Mail-Bewerbungen stellt das Anschreiben die erste Seite der PDF-Datei im Anhang dar. Bei Bewerbungen auf Papier: Das Anschreiben wird der zusammengehefteten Bewerbungsmappe beigelegt, es wird nicht mit eingeheftet.
Zwei Drittel der Bewerber verfassen laut einer Studie ihr Anschreiben nicht allein.

### Foto
Ein Bewerbungsfoto oder Bewerbungsbild ist ein Porträtfoto, das einer Bewerbung beigefügt wird. Ziel des Fotos ist es, dass der mögliche Arbeitgeber sich ein besseres Bild von Bewerbern machen kann. Bei Bewerbungen von Models oder Schauspielern bei entsprechenden Agenturen und ähnlichen Auftraggebern spricht man von Sedcardfotos.
Bewerbungsfotos sind nicht in allen Ländern üblich. In Deutschland waren sie traditionell Teil einer Bewerbung. Seit Inkrafttreten des Allgemeinen Gleichbehandlungsgesetzes werden sie in Stellenanzeigen selten ausdrücklich verlangt. Inoffiziell jedoch werden sie vor allem von kleinen Unternehmen oft erwartet. Dort unterliegen Bewerbungsfotos – wie alle personenbezogenen Daten – dem Datenschutz und dürfen nicht veröffentlicht oder über gesetzliche Fristen hinaus aufbewahrt werden.

### Lebenslauf
Der Lebenslauf enthält die biografischen Daten sowie die beruflichen Qualifikationen des Bewerbers. Neben den persönlichen Daten bietet er Informationen über die Ausbildung und den beruflichen Werdegang. Daneben können besondere Qualifikationen (wie Fremdsprachen oder Computerkenntnisse) sowie persönliche Interessen und eventuelles soziales Engagement dargestellt sein. Besondere Qualifikationen werden nur angegeben, wenn sie überragend sind, zum Beispiel wenn ein Vorstellungsgespräch in der angegebenen Fremdsprache geführt werden kann. Ansonsten hängen alle besonderen Kenntnisse eng mit dem Anforderungsprofil zusammen. Auch wird der Lebenslauf genutzt, um offensiv mit Lücken im Lebenslauf umzugehen. Redundanzen zu den bereits im Anschreiben genannten Aspekten sollen so weit wie möglich vermieden werden.
Wird eine dritte Seite verwendet, werden die besonderen Qualifikationen in dieser beschrieben.
Der Lebenslauf ist meist in Tabellenform aufgebaut und zeigt die Stationen der Ausbildung und der Berufstätigkeit in chronologischer oder umgekehrter Reihenfolge („amerikanische“ Form). Bestehen größere biographische Lücken oder wurden im Laufe der Berufsbiographie sehr unterschiedliche oder zahlreiche Kurzzeittätigkeiten ausgeübt, ist ein funktionaler Lebenslauf angemessen, welcher die Tätigkeiten nach Schwerpunkten und übertragbaren Fähigkeiten gruppiert.
In besonderen Fällen kann ein handschriftlicher und/oder ausformulierter Lebenslauf gewünscht sein. Der Lebenslauf ist persönlich zu unterschreiben und mit aktuellem Datum zu versehen.

### Dritte Seite
Der Begriff Dritte Seite wird sowohl als formaler Gliederungspunkt in der Reihenfolge Anschreiben, Lebenslauf, dritte Seite und Anhang wie auch als eigenständige inhaltliche Bezeichnung verwendet. Die Dritte Seite ist in Deutschland eine neue Erscheinung, die erst seit den 1990er Jahren häufiger in Bewerbungen verwendet wird. Sie steht neben Anschreiben und Lebenslauf als weitere Seite zur Darstellung der eigenen Person, Motivation, Qualifikation oder anderer persönlicher Eigenschaften zur Verfügung. Verwendet werden als Überschriften zum Beispiel: „Was Sie noch über mich wissen sollten“ oder „Meine Motivation“.
Die Verwendung der Dritten Seite ist umstritten. Einige Personalverantwortliche sehen sie nicht gern, weil sie dem Bewerber erlaubt, seine Vorzüge über die üblichen Konventionen hinaus ausführlich darzustellen, was als unfairer Vorteil gegenüber Mitbewerbern bewertet wird. Andere hingegen sehen in der Dritten Seite die Chance, etwas mehr über den Bewerber zu erfahren.
Ursprünglich entstand die Dritte Seite in den USA, wo es unüblich ist, der Bewerbung ein Anschreiben beizufügen. Daher kann es hier durchaus genügen, die Inhalte einer Dritten Seite in einem gut formulierten Anschreiben darzustellen und auf die Dritte Seite zu verzichten.

### Kompetenzprofil
Das Kompetenzprofil, auch Qualifikationsprofil genannt, geht einen anderen Weg als die erstgenannte Dritte Seite. Als Ergänzung zum Anschreiben und Lebenslauf gefertigt, stellt es ausschließlich das Fachwissen und die Schlüsselqualifikation mit persönlichen Erfolgen und Verantwortungen thematisch zusammen. Anders als der chronologische Lebenslauf, bietet es dem Personalentscheider den Vorteil, die Kompetenzen dem jeweiligen Anforderungsprofil der Aufgabenstellung direkt gegenüberzustellen und dabei alle gleichartigen Erfahrungen auch über mehrere Positionen hinweg inhaltlich zusammenzufassen. Es ist daher für jede Bewerbung individuell zu erstellen.
Die Reihenfolge der Gliederung wird dabei durch die Wichtigkeit der Begriffe oder durch den Aufbau des Stellenangebots bestimmt. Die wesentlichen Gliederungspunkte sind Fachkompetenz, Methodenkompetenz, soziale Kompetenz und persönliche Kompetenz.

### Anhang
Im Anhang stellt der Bewerber alle Urkunden zusammen, die für die Qualifikation von Bedeutung sind. Das gilt vor allem für Urkunden, die den Abschluss einer Ausbildung belegen, also vor allem das letzte Schulzeugnis oder die Urkunde, mit der die Berufsausbildung nachgewiesen werden kann. Bewerber mit Berufserfahrung legen alle (oder nur die relevanten) Arbeitszeugnisse bei. Schließlich können weitere Nachweise wie der Führerschein oder ein Sprachdiplom beigefügt sein, wenn das für die Stelle von Bedeutung ist.
Die Urkunden werden nie als Original, aber auch nicht mehr als beglaubigte Kopie versandt. Bei einer elektronischen Bewerbung ist das ohnehin nicht möglich und bei einer schriftlichen Bewerbung schicken Bewerber einfache Fotokopien, wenn nicht ausdrücklich eine andere Form gewünscht ist.
In einer Kurzbewerbung werden die Anhänge weggelassen. Zugleich wird deutlich gemacht, dass diese bei Interesse zeitnah zur Verfügung gestellt werden können.

### Referenzen
Referenzen können die Form von Arbeitsproben (oder deren bildliche Darstellung) oder der Benennung von Projekten und Stationen (der eigenen Laufbahn) haben. Ähnlich dem Foto ist eine Referenz selten Bedingung für eine Bewerbung, aber hilfreich bei der Selbstdarstellung. Zum einen kann das Renommee einer früheren Arbeits- oder Ausbildungsstelle von Vorteil sein, zum anderen kann eine Arbeitsprobe die Kompetenz unterstreichen.
- Arbeitsproben sind in verschiedensten Berufen möglich. In Medienberufen (Fotos, Filme, Druckerzeugnisse, …) und künstlerische Berufen (Audio, Video, …) ebenso wie im Handwerk (Fotos von Mustern, …) und Berufen aus dem Softwarebereich (Spiel, Datenbank, …).
- Bei der Benennung von Projekten und Stationen können diese aufgezählt werden oder in Form von schriftlichen (Teilnahme-)Bestätigungen der Bewerbung beigelegt werden.

## Formen
Die Form der Bewerbung richtet sich nach den Wünschen des Betriebes und den Inhalten der Unterlagen. Beispiel:
- Eine schriftliche Bewerbung ist vom Betrieb erwünscht, aber die Referenzen lassen sich nur digital transportieren. Hier ist die Kombination mit einer Referenz-CD oder einer Bewerberwebseite denkbar (siehe dazu auch Videobewerbung).

### Bewerbung über Online-Jobportale
Die Bewerbung über Online-Jobbörsen wie Indeed, Stepstone oder auch die Online-Jobbörse der Bundesagentur für Arbeit stellt inzwischen den Standardfall für Bewerbungen an Unternehmen dar. Die Bewerber erstellen einmalig ein Profil und laden ihre Unterlagen hoch, die dann komfortabel auf Knopfdruck den jeweiligen Bewerbungen hinzugefügt werden können. Auf Wunsch können zu jeder Bewerbung auch individuelle Anschreiben verfasst werden, die entweder direkt über ein Dialogfeld oder als Datei beigefügt werden können. Die Portale erlauben den ausschreibenden Betrieben eine übersichtliche Darstellung über eingegangene Bewerbungen und den Stand de Prozesses für jeden einzelnen Bewerber.

### E-Mail-Bewerbung
Die Bewerbung per E-Mail ist eine einfache und schnelle Alternative zur Bewerbung per Postweg. Wegen der elektronischen Übermittlung sind einige Formalitäten entbehrlich. So kann das Anschreiben regelmäßig als gewöhnlicher E-Mail-Text verfasst werden, wobei die Konventionen des E-Mail-Verkehrs gelten. Der übrige Teil der Bewerbung wird meist als Datei-Anhang mitversandt; dabei sollte besonders auf Virensicherheit geachtet werden.
Als Dateiformat setzt sich immer mehr das Portable Document Format (PDF) durch, das die einheitliche Wiedergabe des Layouts vereinfachen kann und mit kostenlos verfügbaren Programmen praktisch von jedem Computer-Nutzer geöffnet werden kann. Einige Bewerber verschicken auch das Anschreiben als PDF-Datei; im eigentlichen E-Mail-Text wird dann ein zusätzlicher Begrüßungstext formuliert, der auf den Inhalt des Anhangs verweist.
Aus Gründen der Kompatibilität wird der eigentliche E-Mail-Text meist im einfachen Text-Format versandt. Für die vom Bewerber selbst verfassten Anlagen (Lebenslauf, Dritte Seite) gelten die Konventionen der schriftlichen Bewerbung. Die weiteren Anlagen (Zeugnisse) werden als Scan elektronisch verfügbar gemacht.

### Onlineformular
Große Firmen sind aus Kostengründen bemüht, den aufwendigen (und meist individuellen) Prozess der Personalentscheidungen zu schematisieren. Aus diesem Grunde wurden spezielle Kontaktformulare entwickelt, die auf der Homepage des Unternehmens ausgefüllt werden müssen. Je nach Art des Formulars können Texte (ASCII) und Dokumente (meist als PDF oder JPG) versendet werden.
Das Onlineformular ist für diese Firmen ein mittlerweile weitgehend akzeptiertes Selektionsinstrument. Zu diesem Ergebnis kam eine Studie des Marktforschers Easyquest (2005). Die Studie bezieht sich auf Unternehmen in den europäischen Staaten Dänemark, Italien, Schweden, Norwegen, Deutschland, den Niederlanden und Belgien. Von 1635 Personalmanagern sprachen sich rund 50 Prozent für die Bewerbung in digitaler Form aus. Hervorgehoben wurde die einfachere Verarbeitung von digitalen Bewerbungen im internen Gebrauch.
Es empfiehlt sich, den Text außerhalb des Online-Formulars zu verfassen und per Kopieren und Einfügen hineinzukopieren. Zu schnell ist eine Absende-Schaltfläche aktiviert (manchmal durch bloßes Drücken der Eingabetaste im Text) und eine halbfertige, im Rohentwurf befindliche Bewerbung geht beim Adressaten ein. Wenn sich das mehrfach wiederholt, weckt es Zweifel an der Kompetenz des Bewerbers im Umgang mit neuen Medien. Auch ermöglicht es eine ausreichend schnelle Eingabe, bevor die Sitzung verfällt und von vorne begonnen werden muss. Ebenso kann so die Eingabe bei technischen Fehlern leicht wiederholt werden. Zudem hat man so eine eigene Version, anhand derer man sich auf mögliche Fragen im Vorstellungsgespräch vorbereiten kann.

### Bewerberwebsite
Die Bewerberwebsite, auch Bewerberhomepage genannt, ist, neben der E-Mail-Bewerbung und der Bewerbung über ein Onlineformular, eine Form der Onlinebewerbung. Sie bezeichnet eine eigens für den Bewerbungsprozess erstellte Homepage. Sie enthält idealerweise alle Daten, die eine klassische Bewerbungsmappe enthalten würde und weist im Idealfall noch weitere Referenzen auf. Die Website sollte den Bewerber vorstellen, seinen Lebenslauf sowie Kenntnisse und Referenzen präsentieren. Ebenso sollte das Bewerbungsfoto vorhanden sein.
Idealerweise sollten alle Zeugnisse und Referenzen zusätzlich in einer Datei zusammengefügt und für einen zusammenhängenden Ausdruck aufbereitet sein.
Auf private Bilder sollte verzichtet werden.
Mit der Bewerberwebsite bewirbt man sich, indem man dem Personalverantwortlichen den Link, also die URL, per E-Mail zusendet. Es ist jedoch auch nicht unüblich, eine Bewerberwebsite für Hintergrundinformationen zu verwenden – gleichsam die virtuelle Dritte Seite – und dennoch eine Bewerbung in Papierform einzureichen. Die Bewerberwebsite ist dann ein Zeichen besonderen Engagements.
Um die Daten der Website vor Missbrauch zu schützen, ist es ratsam, die Bewerberwebsite mit einem Passwort zu versehen. Dieses Passwort wird nur an die Personaler verschickt, bei denen man sich auch bewirbt.
Die Bewerbung per Bewerberwebsite ist insbesondere in Deutschland noch nicht so weit verbreitet, obwohl keine Daten zur Verbreitung zur Verfügung stehen. Fehlende Kenntnisse in der Webseiten-Programmierung stellen möglicherweise eine Hemmschwelle dar. Aus diesem Grund haben sich im Internet zahlreiche Services etabliert, die die Erstellung von Bewerber-Homepages anbieten. Einige davon sind kostenpflichtig, andere kostenfrei. Dabei gibt es große Unterschiede bezüglich der Umsetzung und Qualität.

### Schriftliche Bewerbung
Damit ist eine Bewerbung in Papierform gemeint, deren Bestandteile häufig in einer Bewerbungsmappe verbunden sind. Diese Form der Bewerbung erfordert Entscheidungen über die angemessene Papiersorte (Gewicht, Qualität), das Layout (in Deutschland meist angepasst an DIN 5008), die Druckqualität (Laserdrucker, Tintenstrahldrucker) und die Hülle (aufwändige Bewerbungsmappe oder einfacher Kunststoffhefter).
Es sollte darauf geachtet werden, dass die Unterlagen nicht den Eindruck mehrfacher Verwendung erwecken (Gebrauchsspuren wie Knick in Papier oder Hülle). Dies kann zur Ablehnung der Bewerbung aus formalen Gründen führen.

### Sprachbewerbung
Mit der Sprachbewerbung wird eine Bewerbungsmethode beschrieben, welche unter Berücksichtigung des aktuellen Nutzerverhaltens von Smartphones entwickelt wurde. Bei dieser Form der Bewerbung hat der Interessent die Möglichkeit, durch einen sprachgeführten Chat seine Bewerbung einzusprechen.
Zur Chat-Bewerbung gelangt der Kandidat durch einen Link in einer Stellenanzeige oder scannt einen QR-Code ein. Danach bekommt er eine vorgefertigte Auswahl an Fragen bezüglich relevanter Berufserfahrung und Qualifikationen verbal gestellt und hat die Möglichkeit, seine Antworten einzusprechen. Über die automatische Spracherkennung vom Handy wird der Input in eine Textdatei umgewandelt und abgeschickt. Nach abgeschlossener Bewerbung erhält der Arbeitgeber eine Benachrichtigung inklusive Kontaktdaten und entscheidet, basierend auf den eingesprochenen Informationen, wie er mit dem Bewerber fortfahren möchte.
Es wird empfohlen, in der Sprachbewerbung genau so viele Fragen zu stellen, wie das Unternehmen für den ersten Eindruck benötigt. Werden zu viele Fragen in der Chat-Bewerbung gestellt, kann das zur Ablehnung der Bewerbung seitens der Interessenten führen.
Im Vergleich zu einer schriftlichen oder E-Mail-Bewerbung ist die Sprachbewerbung zwar weniger aussagekräftig, allerdings ist sie mit einem relativ niedrigen Aufwand verbunden. Für viele Bewerber sinkt dadurch die Hemmschwelle, da für diese Form der Bewerbung keinerlei Unterlagen benötigt und auch keine App oder Software installiert werden muss, sodass der Kandidat sich schnell und einfach innerhalb kürzester Zeit bewerben kann.

### Anonymisierte Bewerbung
Beim anonymisierten Bewerbungsverfahren wird auf ein Foto der sich bewerbenden Person, ihren Namen, die Adresse, das Geburtsdatum oder Angaben zu Alter, Geschlecht, Familienstand oder Herkunft verzichtet. Abgesehen davon können alle üblichen Informationen abgefragt werden, wie etwa Berufserfahrung, Ausbildung, Motivation usw. Hierdurch soll die bewusste oder unbewusste Benachteiligung bestimmter Personengruppen vermindert werden. Durch diesen Ansatz soll eine Einladung zum Vorstellungsgespräch ausschließlich aufgrund der Qualifikation erfolgen. Ausgehend von guten Erfahrungen in anderen Ländern hat die unabhängige Antidiskriminierungsstelle des Bundes im November 2010 ein deutschlandweites Modellprojekt gestartet, in dem verschiedene Unternehmen, Behörden und Kommunen anonymisierte Bewerbungsverfahren testen.
Das Verfahren trifft in der Wirtschaft auf Kritik und wird offiziell vom Bundesvereinigung der Deutschen Arbeitgeberverbände (BDA) abgelehnt. Auch seitens der Bewerber wird dieses Verfahren teilweise abgelehnt. Das Forschungsinstitut zur Zukunft der Arbeit (IZA) hingegen unterstützt die von der IG Metall geforderten anonymisierte Bewerbungen gegen Diskriminierung in der Arbeitswelt. Das IZA hat das entsprechende Pilotprojekt der Antidiskriminierungsstelle des Bundes (ADS) und den Modellversuch des Integrationsministeriums des Landes Baden-Württemberg wissenschaftlich begleitet.
Der Abschlussbericht des IZA sieht sowohl für Bewerber als auch für Unternehmen positive Effekte durch das anonymisierte Bewerbungsverfahren. Während die Unternehmen, die am Testlauf teilgenommen haben, keinen zusätzlichen Nutzen im anonymisierten Bewerbungsverfahren sahen, setzt die Stadtverwaltung Celle auch weiterhin anonymisierte Bewerbungsverfahren ein.

## Mögliche Reaktionen

### Bewerbungsgespräch
Die Organisation kann einen Bewerber nach einer Bewerbung zu einem Bewerbungsgespräch (Vorstellungsgespräch) einladen. Das ist die Regel bei der Bewerbung in einer Firma, wird aber auch immer mehr von Hochschulen gepflegt. Der Termin wird schriftlich oder fernmündlich bestätigt. Eine gute Vorbereitung ist dabei entscheidend für den Erfolg.

### Auswahlverfahren
Manchmal werden spezielle Auswahlverfahren, in so genannten Assessment-Centern, durchgeführt, um so spezifische Kenndaten von und über die Bewerber zu erhalten. Teilweise werden auch Eignungstests durchgeführt.
Alle Auswahlverfahren haben zwei Funktionen:
1. Die Prüfung einer Auswahl von Kompetenzen (fachlich, sozial …). Natürlich wird dabei auch die „Stressresistenz“ (bedingt durch die prüfungsähnliche Situation) beobachtet.
2. Die Rechtfertigung der Personalentscheidung. Um das Unternehmen vor Klagen zu schützen (Nichtbeachtung des Gleichheitsgrundsatzes,…) werden durch die Auswahlverfahren nachvollziehbare und überprüfbare Entscheidungskriterien geschaffen.

### Der Personaler
Beim Bewerbungsvorgang, speziell dem Bewerbungsgespräch ist für den Bewerber auch die Kenntnis über die Ansichten des „Personalers“ von unmittelbarem Nutzen. Unter 175 befragten „Personalern“ in deutschen Unternehmen lesen 30 % den Lebenslauf in weniger als 30 Sekunden. 17 % fanden offensichtliche Lügen in Bewerbungen, eine Möglichkeit für verspielte Chancen. Die häufigste Ursache für das Aussortieren von Kandidaten sind Rechtschreib- und Flüchtigkeitsfehler, auch lange Textblöcke oder direkte Übernahme des Anzeigentextes sind Negativpunkte. 25 % der Personaler haben Bewerber wegen des überlangen Lebenslaufs, fehlender Anschreiben oder unpassender Zielgruppe abgelegt. Auch unprofessionelle E-Mail-Adressen werden nicht gern gesehen. Zwar sollten Floskeln vermieden werden, aber Schlüsselworte, wie „strategisches Planen“, „Produktivität“, „Führung“ und „Internet“ sind gern gesehen.

### Der Bewerbungsprozess aus Bewerbersicht
Erfahrungen mit dem Bewerbungsprozess sind äußerst heterogen und unterscheiden sich u. a. nach Standort, Alter und Migrationshintergrund. So schreiben 33 Prozent von 1.055 Befragten, dass sie bis zu 9 Bewerbungen im Leben geschrieben haben, wohingegen ein Viertel mehr als 40 Bewerbungen verschickt haben. Obwohl die meisten Bewerber Rückmeldung per Telefonat, E-Mail oder Post erhalten, sind viele Bewerber mit dem Bewerbungsprozess häufig unzufrieden. Bei den meisten Bewerbungen dauert es drei Wochen oder länger, bis das Unternehmen sich bei den Jobsuchenden meldet. Rund ein Viertel erhalten keine Rückmeldung. Vor allem Bewerber mit Migrationshintergrund erhalten häufiger keine Rückmeldung als die Vergleichsgruppe ohne Migrationshintergrund. 27 Prozent der befragten Personen mit Migrationshintergrund gaben an, bereits mehr als zehnmal keine Rückmeldung auf eine Bewerbung erhalten zu haben. Der Informationsgehalt von Stellenanzeigen wird ebenfalls kritisch beurteilt. Beinahe die Hälfte sind hiermit nicht zufrieden, nur 16 % bewerten dieses Kriterium positiv.

## Bewerbungen in anderen Ländern
In anderen Ländern können die Formvorschriften für Bewerbungsunterlagen grundlegend anders aussehen als in Deutschland. Bei Bewerbungen ins Ausland empfiehlt es sich daher unbedingt, detaillierte Informationen sowohl über die Schriftform der Bewerbung als auch über alle weiteren Stationen eines Bewerbungsverfahrens einzuholen.

### Vereinigte Staaten
In den Vereinigten Staaten besteht eine schriftliche Stellenbewerbung üblicherweise nur aus einem kurzen Anschreiben (Cover Letter) und einem so genannten Résumé, das auf übersichtliche Weise Elemente aus dem Lebenslauf und dem Kompetenzprofil vereint. Urkunden werden ebenso wenig beigelegt wie Fotos, und da Personalchefs in den USA angewiesen sind, Mitarbeiter ohne Ansehen der Hautfarbe, des Alters oder der familiären Situation einzustellen, entfallen auch alle persönlichen Angaben.

### Australien
Seit einigen Jahren ist die Onlinebewerbung über Bewerberseiten der Unternehmen oder per E-Mail die üblichste Bewerbungsform in Australien. Der Lebenslauf ist hierbei das wichtigste Dokument. Ein Anschreiben wird in der Regel beigefügt, gilt aber oftmals als zweitrangig. Zeugnisse oder Empfehlungsschreiben werden der Bewerbung nicht beigelegt. Stattdessen gibt man ehemalige Vorgesetzte, Lehrer oder Professoren als Referenz an. Die Referenzen werden im Bewerbungsverfahren in der Regel auch kontaktiert, sobald Interesse am Bewerber besteht. Ein Foto darf, muss aber nicht in den Lebenslauf eingefügt werden.

### Spanien
In Spanien besteht die Bewerbung aus zwei Teilen: dem Anschreiben (Carta de Candidatura) und dem Lebenslauf. Im Gegensatz zu Bewerbungen in Deutschland werden keine Arbeits- oder Praktikumszeugnisse beigefügt. Das Bewerbungsschreiben sollte Angaben zur Motivation enthalten und kurzgefasst sein. Der Lebenslauf sollte in tabellarischer Form gegliedert und ebenso knapp gehalten sein. In Spanien sind mehrmalige Bewerbungsgespräche üblich.

### Vereinigtes Königreich
Eine Bewerbung im Vereinigten Königreich unterscheidet sich von einer deutschen Bewerbung vor allem im Umfang. Die Bewerbungsunterlagen bestehen aus:
- einem maschinengeschriebenen Anschreiben, ca. eine Seite lang
- einem maschinengeschriebenen Lebenslauf, wie in den USA ohne Foto und Angabe über Religionszugehörigkeit, Heirat, Beruf der Eltern, antichronologisch aufgebaut
- gerne gesehen sind Referenzen oder Angaben, um ergänzende Informationen einholen zu können
- Das Anschreiben beginnt mit Dear Mr oder Dear Mrs
- Arbeitszeugnisse werden im Vereinigten Königreich nicht eingereicht

Eine Besonderheit bei britischen Bewerbungen sind die standardisierten Bewerbungsformulare oder Fragebögen, die viele Unternehmen nach Eingang der Bewerbung austeilen oder verschicken. In diesen biographischen Bögen werden berufliche und persönliche Fragen beantwortet. Vorteil dabei ist, dass sich die Bewerber mithilfe dieses Bogens sorgfältig auf das Bewerbungsgespräch vorbereiten können.

### Italien
Wie in Spanien zählen in Italien vor allem persönliche Kontakte. Bewerber sollten sich daher nicht auf Initiativbewerbungen verlassen, sondern hartnäckig nachfragen, um im Unternehmen, in dem sie arbeiten möchten, auf sich aufmerksam zu machen. Der großzügige Gebrauch von Telefon und Fax ist dabei ratsam. Die Telefonanrufe sollten gut vorbereitet sein. Der Bewerber sollte sich über Daten und Fakten des Unternehmens und über eigene Qualitäten, die für das Unternehmen interessant sein könnten, im Klaren sein.
Der Lebenslauf ist der wichtigste Teil der Bewerbung und sollte nicht länger als zwei bis drei Seiten sein. Er gliedert sich in drei Bereiche:
- Angaben zur Person (Informazioni personali)
- Schule und Ausbildung (Studi e formazione)
  - in chronologischer Reihenfolge
  - zusätzliche Fähigkeiten (Altre conoscenze) können als Unterkategorie oder extra aufgeführt werden
- Berufserfahrung (Esperienze professionali)
  - in antichronologischer Reihenfolge
  - als Absolvent wird diese Rubrik ausgelassen und unter „Informazioni Personali“ die Unterkategorie „Informazioni aggiuntive“ (Zusatzinformation) gebildet, in der relevante Berufserfahrungen vermerkt werden. Hier können auch Bewerbungsmotivationen erwähnt werden.

Das Bewerbungsschreiben (La lettera di accompagnamento al curriculum) wird in italienischen Bewerbungen relativ kurz, höflich und formell gefasst. Lange Ausführungen und Bewerbungsmotivationen, sowie Fotos und Kopien von Zeugnissen werden in der Regel erst bei dem Vorstellungsgespräch geklärt bzw. vorgelegt.

## Bewerbungen außerhalb des Arbeitslebens
Im weiteren Sinn umfasst der Begriff auch das Ersuchen um:
- eine Auszeichnung bzw. einen Preis,
- eine politische Funktion,
- die Aufnahme an einer Hochschule oder Universität sowie
- die Bewerbung einer Stadt oder eines Staats um die Austragung kultureller oder sportlicher Großereignisse.

Zur Bewerbung um die Heirat eines gewünschten Partners: siehe Brautwerbung.

## Verwendung durch Hacker
Es ist bekannt, dass Bewerbungen häufig von Hackern benutzt werden, um Angestellte dazu zu bringen E-Mail-Anhänge oder Links zu öffnen oder USB-Sticks anzuschließen, die Malware auf den Rechner spielen. Da Unternehmen typischerweise größere finanzielle Ressourcen und Abhängigkeit nach ihren Daten als Privatpersonen haben, sind sie häufig ein Ziel von Cybererpressung – sogenannter Ransomware. Cyberspionage (Wirtschaftsspionage) und Attacken auf Organisationen, die Teil kritischer Infrastruktur sind, sind weitere mögliche Gründe für derartige Attacken, welche, anders als bei Ransomware, Angestellte über die Infektion ihres Computers oder Netzwerks im Unklaren lassen. Die beste Methode um derartige Risiken zu minimieren wäre, die Personalabteilung für digitale Bewerbungen einen separaten Computer, der nicht mit dem Unternehmensnetzwerk verbunden ist, auf dem keine sensitiven oder wertvollen Daten gespeichert sind, und an welchem keine portablen Geräte, die auch mit anderen Computern verbunden werden könnten (wie private USB-Sticks), angeschlossen werden, benutzen zu lassen.